# Stora Käringasjön
Stora Käringasjön är en sjö i Askersunds kommun i Närke och ingår i Motala ströms huvudavrinningsområde.